# Schloss Gerswalde

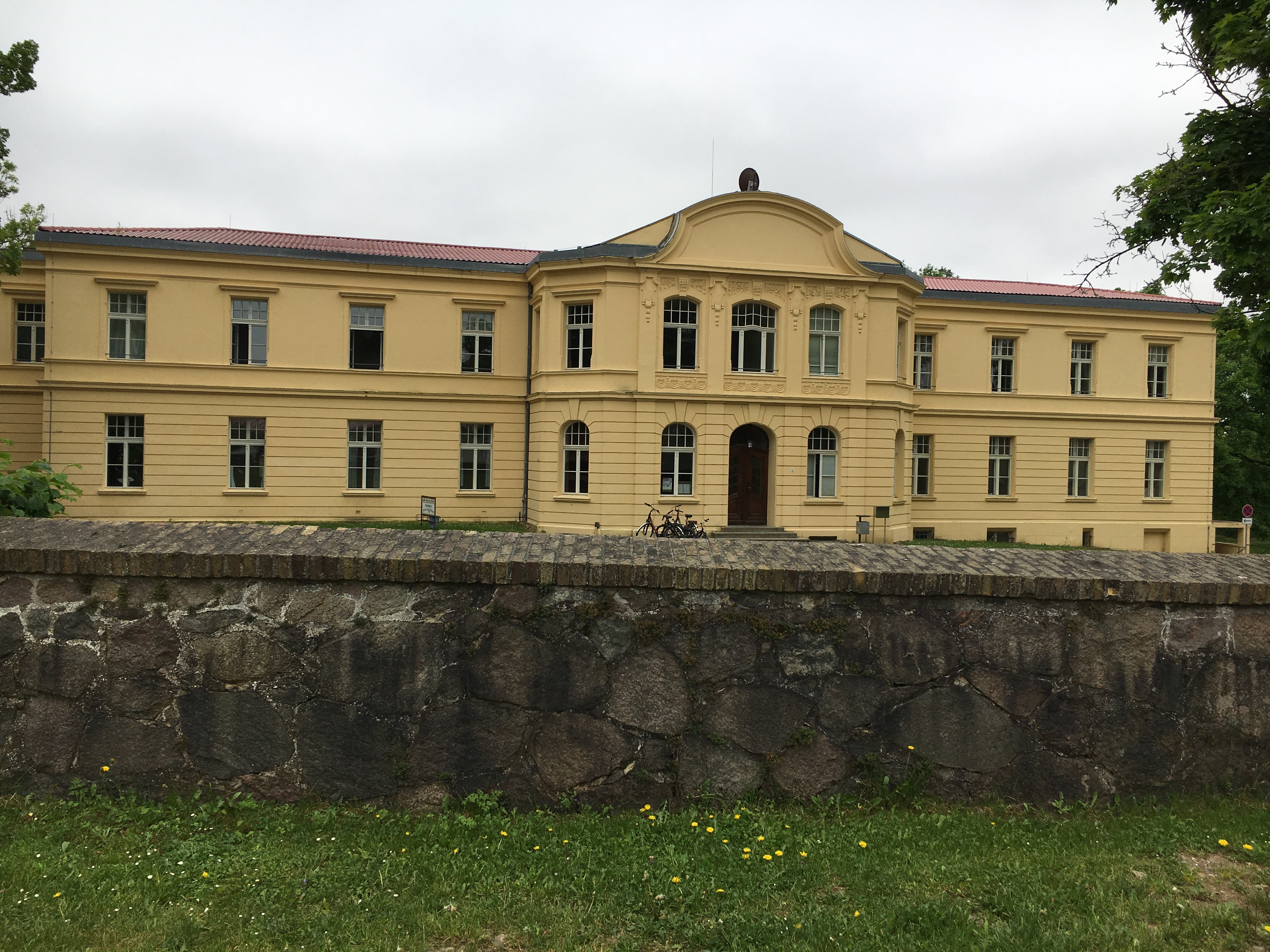
Nordseite des Schlosses

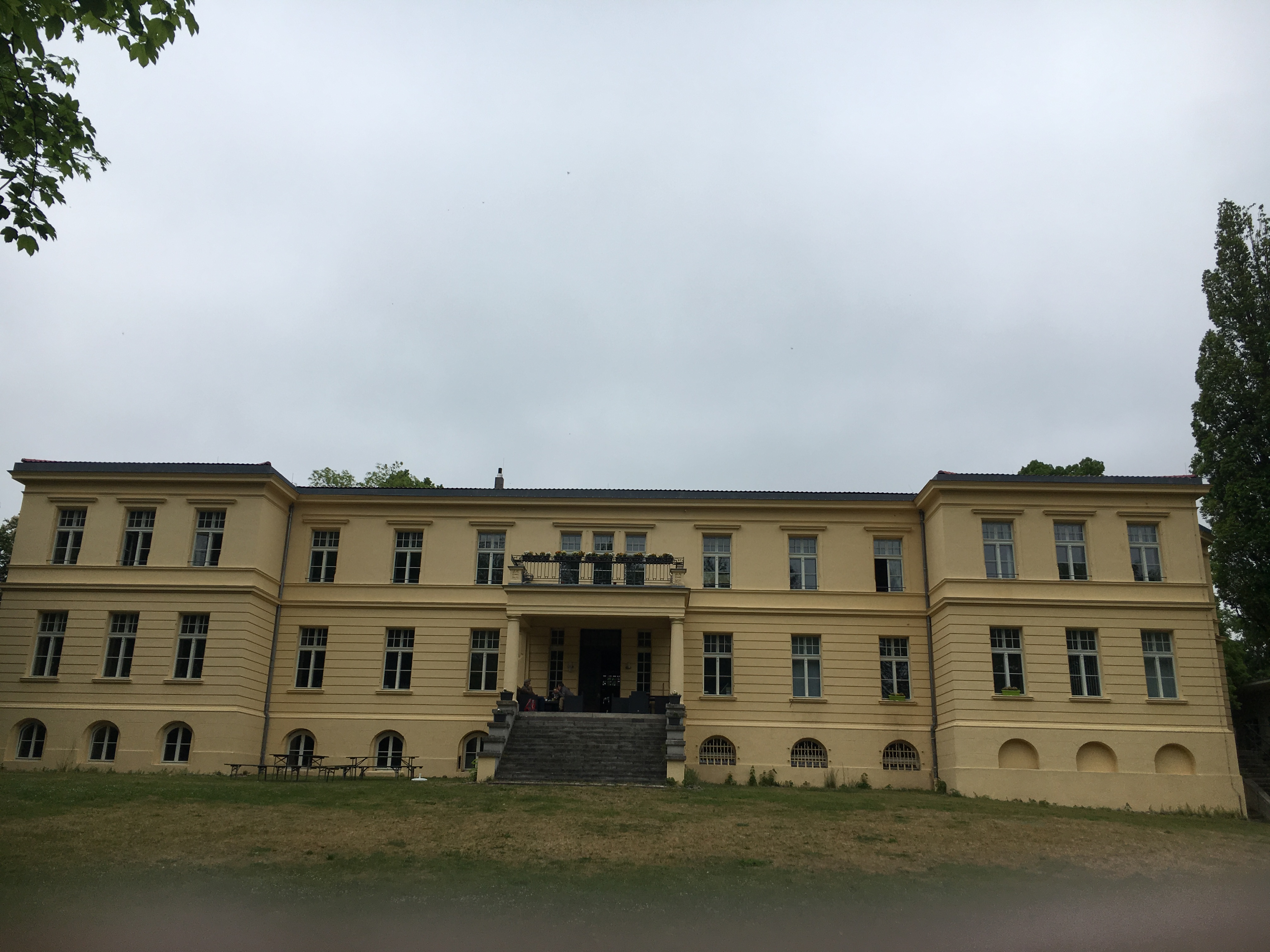
Südseite des Schlosses

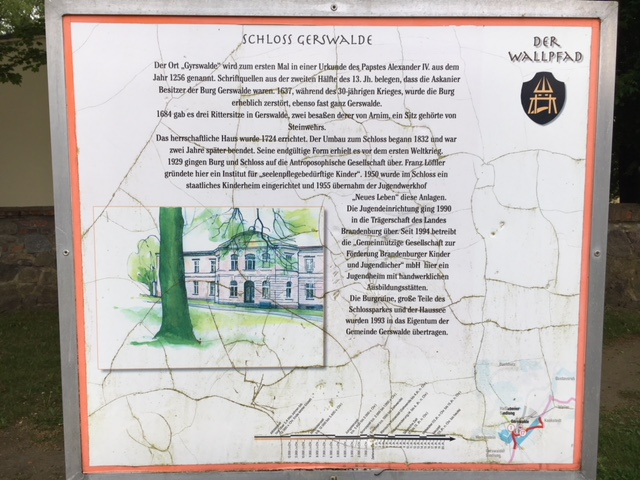
Hinweistafel auf dem Schlossgelände

Schloss Gerswalde ist ein zweigeschossiges Schloss in der Gemeinde Gerswalde am südwestlichen Ortsrand, östlich der Ruine der Burg Gerswalde im Landkreis Uckermark. 

## Anlage
Die Gutsanlage besteht aus Herrenhaus, Gutspark, mit Grabplatten der Familie von Arnim, Parkmauer sowie Gutsgärtnerei (einschl. Gärtnerhaus, Gewächshaus und „Palmenhaus“), gärtnerischen Anlagen und Grundstückseinfriedung. Nach einem Brand Mitte der 1960er Jahre wurde das mit glasierten Ziegeln gedeckte Mansarddach nicht wiederhergestellt.

## Geschichte

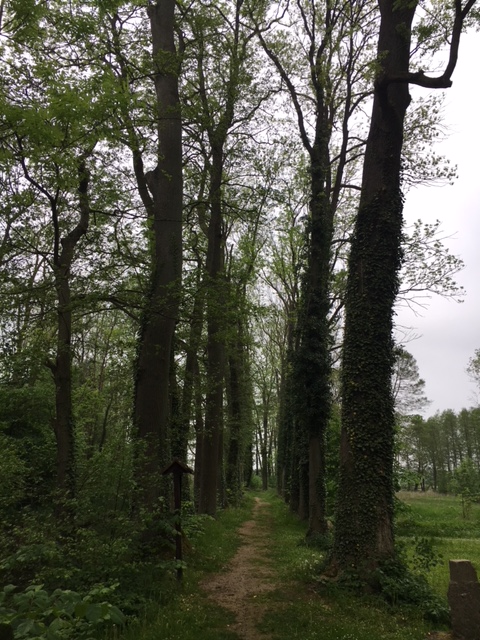
Allee im Schlosspark

Das heutige Schloss soll ursprünglich ein Teil der Vorburg der Burg Gerswalde gewesen sein, die seit 1463 den Herren von Arnim gehörte. 1724 wurde ein Herrenhaus errichtet, das ab 1832 zum Schloss umgebaut wurde. Seine endgültige Form, genannt der „Weiße Hof“, erhielt es um 1900 durch den vorletzten Schlossherrn Felix von Arnim, der mit einer reichen Deutsch-Amerikanerin verheiratet war; die Arnims finanzierten mit US-Dollars den Umbau. Es entstand am Schloss eine zentrale Freitreppe, ferner große Feldsteinterrassen, der Marstall und ein Schlossteich. Die Schlossherrin ließ am Südhang kalifornisches Tafelobst anbauen und machte so die Gärtnerei über die Uckermark hinaus bekannt. Auf dem nahegelegenen Rittergut Herrenstein wurde 1907 eine Pferdezucht betrieben. Als der letzte von Arnim auf Gerswalde den Besitz 1921 übernahm, soll er schuldenfrei gewesen sein. Über die Gründe für den finanziellen zusammenbruch des großen Anwesens 1927 gibt es verschiedene Geschichten: aufwendiger Lebensstil, Fehlspekulationen mit einer Bank, Glücksspiel.
1929 ging das Schloss an die Anthroposophische Gesellschaft über, die dort unter Federführung von Franz Löffler ein Heil- und Erziehungsinstitut eröffnete. Die Einrichtung hatte etwa 60 Heimplätze. Unter den Heiminsassen waren auch polizeilich abgemeldete Juden, die bei Inspektionen und Besuchen regelmäßig versteckt wurden. Eine 60 Morgen große landwirtschaftliche Fläche wurde biologisch-dynamisch bearbeitet. Das Institut konnte nach 1945 noch einmal aufblühen und... zu einem der wenigen Treffpunkte für die vielen heimatlos gewordenen Heilpädagogen werden. Doch gegen die neuen Machthaber in der sowjetischen Besatzungszone war nichts auszurichten. Sie veranlassten die Schließung des Heimes, und Franz Löffler wurde verhaftet.
1950 wurde im Schloss ein staatliches Kinderheim eingerichtet. Seit 1994 betreibt im Schloss und dazugehörendem weitläufigen Areal die Gemeinnützige Gesellschaft zur Förderung Brandenburger Kinder und Jugendlicher mbH ein Kinder- und Jugendheim mit zwei Wohngruppen. 
Die Anthroposophin Caroline von Heydebrand starb 1938 im Gerswalder Schloss. Der Gutspark ist der Öffentlichkeit zugänglich.

## Literatur

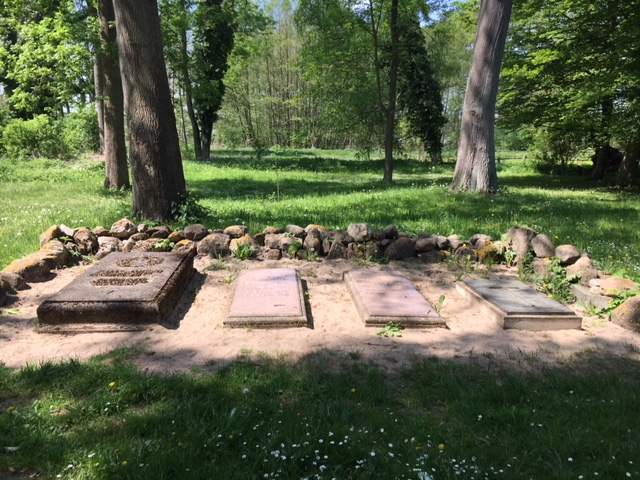
Grabplatten der Familie von Arnim im Gutspark